# 16 de janeiro
16 de janeiro é o 16.º dia do ano no calendário gregoriano. Faltam 349 dias para acabar o ano (350 em anos bissextos).

## Eventos históricos

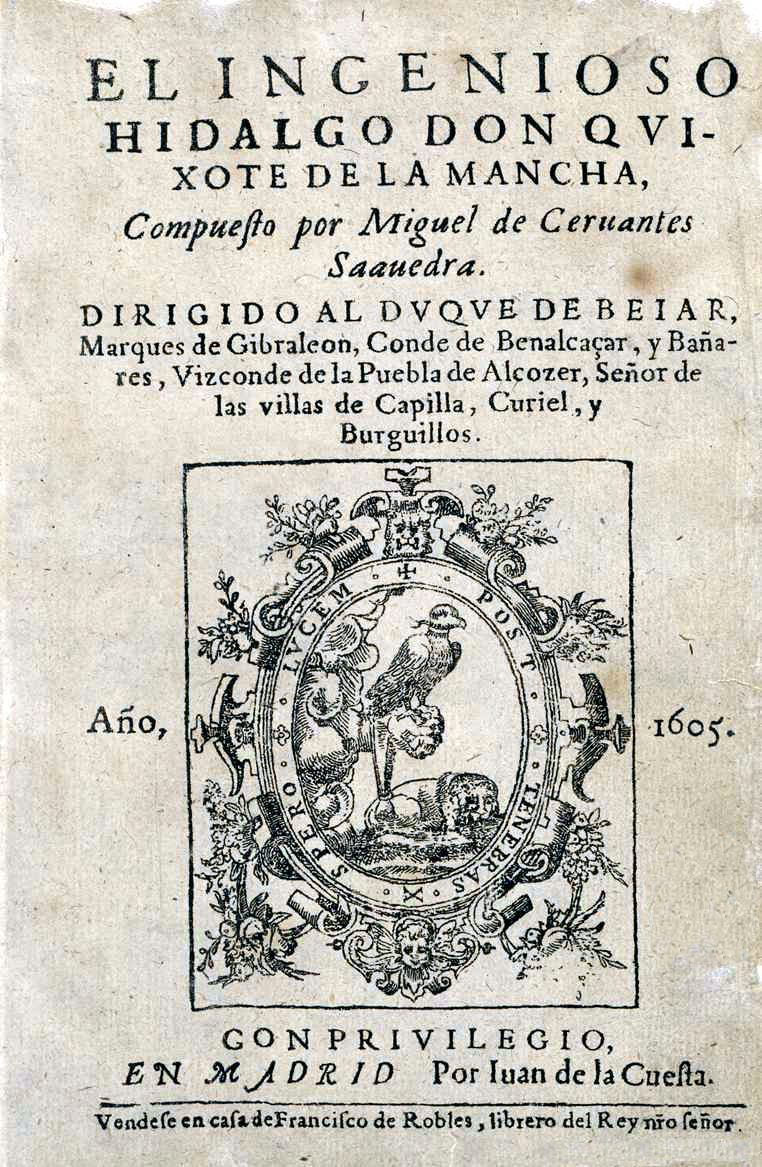
1605: Primeira edição de Dom Quixote.

- 1458 a.C. — A rainha-faraó do Egito Hatexepsute morre aos 50 anos e é enterrada no Vale dos Reis. Hatexepsute era uma rainha-reinante, ou seja, se tornou rainha por ter herdado o trono e exercia o poder político.[1]
- 27 a.C. — Caio Júlio César Otaviano recebe o título de Augusto pelo senado romano, marcando o início do Império Romano.
- 0378 — O general Siyaj K'ak' conquista Tikal, ampliando o domínio do rei Jatz'om Kuy de Teotihuacán.[2]
- 0550 — Guerra gótica: os ostrogodos, sob o comando do rei Tótila, conquistam Roma após um longo cerco, subornando a guarnição isaura.
- 0929 — Abderramão III reclama o título de Califa de Córdova.
- 1120 — Realizado o Conselho de Nablus, estabelecendo as primeiras leis escritas sobreviventes do Reino de Jerusalém.
- 1362 — A enchente de São Marcelo mata pelo menos 25 000 pessoas nas margens do Mar do Norte.
- 1412 — A família Medici é nomeada banqueira oficial do papado.
- 1492 — A primeira gramática da língua espanhola (Gramática de la lengua castellana) é apresentada à Rainha Isabel I.
- 1547 — O Grão-duque Ivã IV da Moscóvia torna-se o primeiro Czar da Rússia, substituindo o Grão-Principado de Moscou, de 264 anos, pelo Czarado da Rússia.
- 1556 — Filipe II torna-se rei da Espanha.[3]
- 1605 — Publicado em Madri a primeira edição de El ingenioso hidalgo Don Quijote de la Mancha (Livro I de Dom Quixote) de Miguel de Cervantes.
- 1707 — O Parlamento escocês ratifica o Ato de União, abrindo caminho para a criação do Reino da Grã-Bretanha.
- 1780 — Guerra de Independência dos Estados Unidos: Batalha do Cabo de São Vicente.
- 1809 — Guerra Peninsular: os britânicos derrotam os franceses na Batalha da Corunha.
- 1822 — No Brasil, José Bonifácio de Andrada e Silva encabeça o primeiro (embora ilegal aos olhos do governo português em Lisboa) gabinete ministerial formado por brasileiros, opondo-se às medidas recolonizadoras das Cortes Gerais, Extraordinárias e Constituintes da Nação Portuguesa.
- 1847 — Expansão dos Estados Unidos para o Oeste: John C. Frémont é nomeado governador do novo território da Califórnia.
- 1878 — Guerra Russo-Turca (1877–78): Batalha de Filipópolis: um esquadrão de dragões do exército imperial russo liberta Plovdiv do domínio otomano.[4]
- 1909 — Expedição de Ernest Shackleton encontra o Polo Sul magnético.
- 1919 — Estados Unidos ratificam a Décima Oitava Emenda à Constituição, exigindo a Lei seca nos Estados Unidos um ano após a ratificação.
- 1920 — Liga das Nações realiza sua primeira reunião do conselho em Paris, França.
- 1942 — O Holocausto: A Alemanha nazista começa a deportar judeus do Gueto de Łódź para o campo de extermínio de Chełmno.[5]
- 1945 — Adolf Hitler entra em seu complexo subterrâneo de salas em Berlim, o chamado Führerbunker.
- 1950 — Fundado o Instituto Tecnológico de Aeronáutica (ITA), uma instituição de ensino superior pública da Força Aérea Brasileira.
- 1964 — Hello, Dolly! estreia na Broadway, iniciando uma série de 2 844 apresentações.
- 1969
  - O estudante tcheco Jan Palach comete suicídio por autoimolação em Praga, Tchecoslováquia, em protesto contra o esmagamento soviético da Primavera de Praga no ano anterior.
  - Corrida Espacial: Soyuz 4 e Soyuz 5 realizam o primeiro acoplamento de uma nave espacial tripulada em órbita, a primeira transferência de tripulação de um veículo espacial para outro, e a única vez que essa transferência foi realizada com uma caminhada no espaço.
- 1979 — Revolução Iraniana: o xá ("Imperador" ou "Rei dos Reis") Reza Pahlevi foge do Irã com sua família e se muda para o Egito.
- 1983 — O voo 158 da Turkish Airlines cai no aeroporto Ankara Esenboğa, em Ancara, Turquia, matando 47 pessoas e ferindo 20.[6]
- 1991 — Início da primeira Guerra do Golfo Pérsico que durou 43 dias.
- 1992 — Oficiais e líderes rebeldes de El Salvador assinam os Acordos de Paz de Chapultepec na Cidade do México, encerrando com a Guerra Civil de El Salvador.
- 1995 — Uma avalanche atinge a vila islandesa de Súðavík, destruindo 25 casas e enterrando 26 pessoas, 14 das quais morreram.[7]
- 2001 — Segunda Guerra do Congo: O presidente congolês Laurent-Désiré Kabila é assassinado por um de seus próprios guarda-costas.
- 2002 — Conselho de Segurança das Nações Unidas estabelece unanimemente um embargo de armas e o congelamento de ativos de Osama bin Laden, da Alcaida e dos demais membros do Talibã.
- 2003 — Ônibus espacial Columbia decola para a missão STS-107, que seria a sua última. O Columbia se desintegrou 16 dias depois na reentrada.
- 2006 — Ellen Johnson Sirleaf toma posse como nova presidente da Libéria. Ela se torna a primeira mulher eleita chefe de Estado da África.[8]
- 2011 — Guerra Civil Síria: O Movimento para uma Sociedade Democrática (TEV-DEM) é estabelecido com o objetivo declarado de reorganizar a Síria nos moldes do confederalismo democrático.[9]
- 2012 — A Guerra do Mali começa quando milícias tuaregues começam a lutar contra o governo maliano pela independência.[10]
- 2016 — Trinta e três dos 126 reféns libertados são feridos e 23 mortos em ataques terroristas em Ouagadougou, Burkina Faso, em um hotel e um restaurante próximo.
- 2017 — Voo Turkish Airlines 6491 cai em Bisqueque, Quirguistão, matando os quatro tripulantes e 33 pessoas no solo.
- 2018 — A polícia de Mianmar abre fogo contra um grupo de manifestantes da etnia Rakhine, matando sete e ferindo doze.[11]
- 2020
  - Primeiro impeachment de Donald Trump passa formalmente para sua fase de julgamento no Senado dos Estados Unidos.
  - O Senado dos Estados Unidos ratifica o Acordo Estados Unidos-México-Canadá como substituto do NAFTA.
- 2025 — Uma série de ataques do Exército de Libertação Nacional na região do Catatumbo, na Colômbia, causa morte de mais de cem pessoas.

## Nascimentos

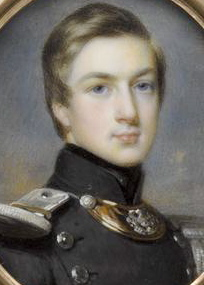
Henrique, Duque de Aumale

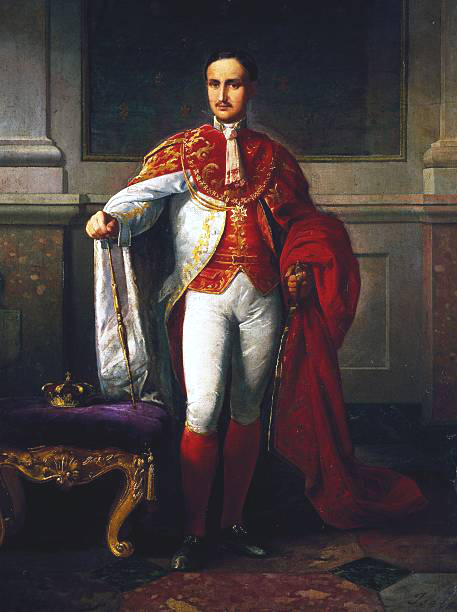
Francisco II das Duas Sicílias

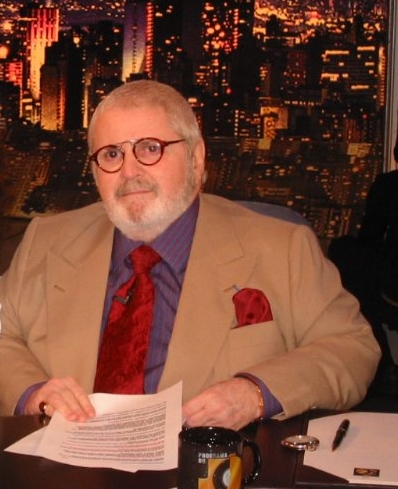
Jô Soares

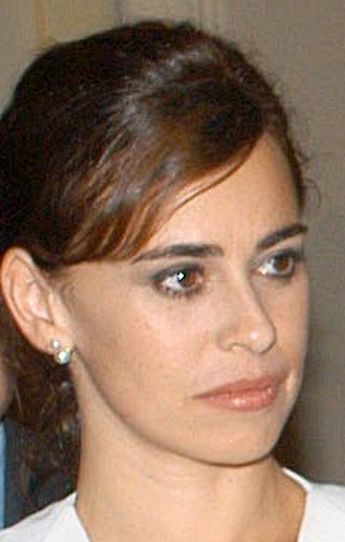
Daniela Escobar

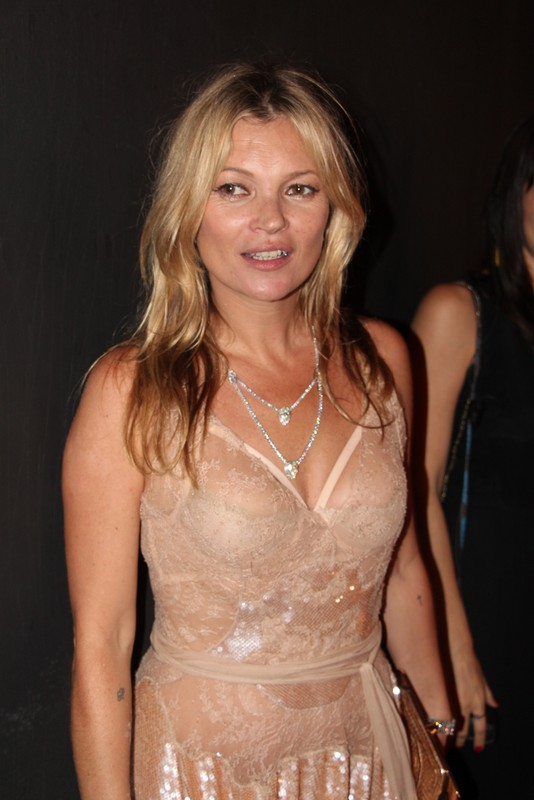
Kate Moss

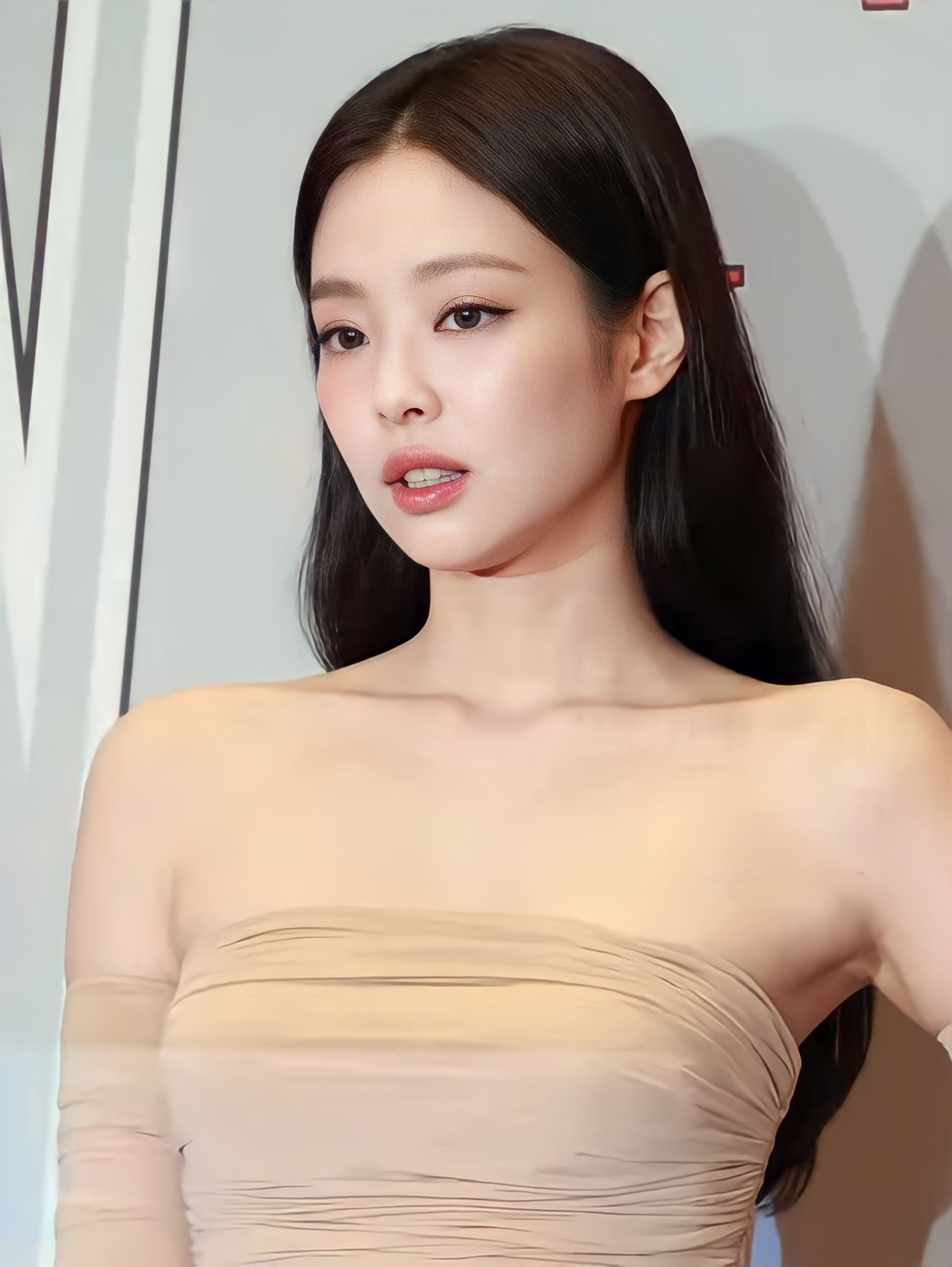
Kim Jennie

### Anterior ao século XIX
- 1093 — Isaque Comneno, sebastocrator bizantino (m. após 1152).
- 1245 — Edmundo Crouchback, político inglês (m. 1296).
- 1409 — Renato I de Nápoles (m. 1480).
- 1478 — Contessina de Médici, nobre italiana (m. 1515).
- 1516 — Braginoco, rei da Birmânia (m. 1581).
- 1616 — Francisco de Bourbon, Duque de Beaufort (m. 1669).
- 1630 — Guru Har Rai, guru sique (m. 1630).
- 1659 — Ana Adelaide de Fürstenberg-Heiligenberg, princesa de Thurn e Taxis (m. 1701).
- 1728 — Niccolò Piccinni, compositor e educador italiano (m. 1800).
- 1749 — Vittorio Alfieri, poeta e dramaturgo italiano (m. 1803).
- 1757 — Richard Goodwin Keats, almirante e político britânico (m. 1834).
- 1766 — Christoph Friedrich von Ammon, teólogo alemão (m. 1850).
- 1776 — João Soares de Albergaria de Sousa, político português (m. 1875).

### Século XIX
- 1807 — Charles Henry Davis, almirante estadunidense (m. 1877).
- 1815 — Henry Halleck, advogado, general e acadêmico estadunidense (m. 1872).
- 1821 — John C. Breckinridge, general e político estadunidense (m. 1875).
- 1822 — Henrique, Duque de Aumale (m. 1897).
- 1834 — Robert R. Hitt, advogado e político estadunidense (m. 1906).
- 1836 — Francisco II das Duas Sicílias (m. 1894).
- 1838 — Franz Brentano, filósofo e psicólogo alemão (m. 1917).
- 1844 — Ismail Qemali, funcionário público e político albanês (m. 1919).
- 1853 — André Michelin, industrial francês (m. 1931).
- 1859 — Valentim Magalhães, escritor e jornalista brasileiro (m. 1903).
- 1868 — Octavia Ritchie, médica e sufragista canadense (m. 1948).
- 1875 — Leonor Michaelis, bioquímico e médico alemão (m. 1949).
- 1876 — Claude Buckenham, jogador de críquete e futebolista britânico (m. 1937).
- 1878 — Harry Carey, ator, diretor, produtor e roteirista estadunidense (m. 1947).
- 1880 — Samuel Jones, atleta estadunidense (m. 1954).
- 1882 — António dos Santos Graça, etnógrafo, jornalista e político português (m. 1956).
- 1888 — Osip Brik, escritor de vanguarda e crítico literário russo (m. 1945).
- 1894 — Mariano Pinho, sacerdote jesuíta e escritor português (m. 1963).
- 1895 — Evripídis Bakirtzís, militar e político grego (m. 1947).
- 1898
  - Margaret Booth, produtora e editora estadunidense (m. 2002).
  - Irving Rapper, diretor de cinema e produtor estadunidense (m. 1999).
- 1900 — Edith Frank, teuto-neerlandesa, mãe de Anne Frank (m. 1945).

### Século XX

#### 1901–1950
- 1901 — Fulgencio Batista, coronel e político cubano (m. 1973).
- 1902 — Eric Liddell, corredor, jogador de rúgbi e missionário britânico (m. 1945).
- 1903 — William Grover-Williams, automobilista anglo-francês (m. 1945).
- 1906
  - Diana Wynyard, atriz britânica (m. 1964).
  - Erich Kähler, matemático alemão (m. 2000).
- 1907 — Alexander Knox, ator e roteirista canadense-britânico (m. 1995).
- 1908
  - Ethel Merman, atriz e cantora estadunidense (m. 1984).
  - Günther Prien, capitão alemão (m. 1941).
- 1909 — Clement Greenberg, crítico de arte estadunidense (m. 1994).
- 1911
  - Eduardo Frei Montalva, advogado e político chileno (m. 1982).
  - Roger Lapébie, ciclista francês (m. 1996).
- 1913 — Joseph Huts, ciclista belga (m. 1995).
- 1916 — Iuliu Prassler, futebolista romeno (m. 1942).
- 1917 — Justin Ahomadégbé-Tomêtin, político beninense (m. 2002).
- 1918 — Stirling Silliphant, roteirista e produtor estadunidense (m. 1996).
- 1919 — Jerome Horwitz, químico e acadêmico estadunidense (m. 2012).
- 1920
  - Germana Tânger, atriz, encenadora e declamadora portuguesa (m. 2018).
  - Alberto Crespo, automobilista argentino (m. 1991).
- 1921
  - Francesco Scavullo, fotógrafo estadunidense (m. 2004).
  - Marianna Tavrog, cineasta russa-soviética (m. 2006).
- 1923 — Ezechiel Godert David Cohen, físico neerlando-americano (m. 2017).
- 1924 — Katy Jurado, atriz mexicana (m. 2002).
- 1925 — Peter Hirsch, metalúrgico e acadêmico teuto-britânico.
- 1926
  - Jorge Goulart, cantor brasileiro (m. 2012).
  - Ricardo Ferraz, treinador de boxe português (m. 2006).
- 1928 — Pilar Lorengar, soprano e atriz espanhola (m. 1996).
- 1929 — Vilma Caccuri, artista plástica brasileira.
- 1930 — Norman Podhoretz, jornalista e escritor estadunidense.
- 1931 — Johannes Rau, jornalista e político alemão (m. 2006).
- 1932 — Dian Fossey, zoóloga e antropóloga estadunidense (m. 1985).
- 1933 — Susan Sontag, romancista, ensaísta e crítica estadunidense (m. 2004).
- 1934 — Marilyn Horne, soprano e atriz estadunidense.
- 1935
  - Older Cazarré, ator e dublador brasileiro (m. 1992).
  - A. J. Foyt, ex-automobilista estadunidense.
  - Udo Lattek, futebolista, treinador e comentarista esportivo alemão (m. 2015).
- 1936 — Maurice Capovilla, ator, roteirista, produtor e cineasta brasileiro (m. 2021).
- 1937
  - Luiz Pereira Bueno, automobilista brasileiro (m. 2011).
  - Francis Eugene George, cardeal estadunidense (m. 2015).
- 1938
  - Jô Soares, humorista, escritor e apresentador brasileiro (m. 2022).
  - Lauro César Muniz, escritor e autor de novelas brasileiro.
- 1939 — Ralph Gibson, fotógrafo estadunidense.
- 1940 — Franz Müntefering, político alemão.
- 1941 — Christine Truman, ex-tenista e comentarista esportiva britânica.
- 1942 — René Angélil, cantor e empresário canadense (m. 2016).
- 1943 — Ronnie Milsap, cantor e pianista estadunidense.
- 1944
  - Dieter Moebius, tecladista e produtor suíço-alemão (m. 2015).
  - Jill Tarter, astrônoma e bióloga estadunidense.
- 1945 — Wim Suurbier, futebolista e treinador de futebol neerlandês (m. 2020).
- 1946 — Katia Ricciarelli, soprano e atriz italiana.
- 1948
  - John Carpenter, diretor e produtor de filmes estadunidense.
  - Gregorio Pérez, ex-futebolista e treinador de futebol uruguaio.
- 1949 — Caroline Munro, atriz britânica.
- 1950
  - Debbie Allen, atriz, dançarina e coreógrafa estadunidense.
  - Bebeto de Freitas, técnico de vôlei e dirigente de futebol brasileiro (m. 2018).

#### 1951–2000
- 1952
  - Fuade II, rei do Egito.
  - Piercarlo Ghinzani, ex-automobilista italiano.
- 1953
  - Artur Albarran, jornalista e apresentador português (m. 2022).
  - Bob Clearmountain, engenheiro de som norte-americano.
- 1954 — Ney Santanna, ator, roteirista, produtor e diretor brasileiro.
- 1955
  - Jerry Linenger, capitão, médico e astronauta estadunidense.
  - Rashied Doekhi, político surinamês.
- 1956
  - Martin Jol, ex-futebolista e treinador de futebol neerlandês.
  - Serge Demierre, ex-ciclista suíço.
- 1957 — Ricardo Darín, ator, diretor e roteirista argentino.
- 1958
  - Anatoli Boukreev, montanhista e explorador russo (m. 1997).
  - Lena EK, advogada e política sueca (m. 1997).
  - Andrey Bal, futebolista ucraniano (m. 2014).
  - Tony Pulis, ex-futebolista e treinador de futebol britânico.
- 1959
  - Sade, cantora, compositora e produtora nigeriana-britânica.
  - Ramón Calderé, ex-futebolista e treinador de futebol espanhol.
  - Marli Bortoletto, atriz e dubladora brasileira.
- 1960 — Richard Elliot, músico britânico.
- 1961 — José Manuel Ochotorena, ex-futebolista espanhol.
- 1962
  - Paul Webb, músico britânico.
  - Kane Roberts, guitarrista norte-americano.
- 1963
  - Simon Johnson, economista norte-americano.
  - James May, jornalista britânico.
- 1964
  - Viviane Mosé, poetisa, filósofa, psicóloga, psicanalista brasileira.
  - Els Dottermans, atriz belga.
- 1966 — Carlos Sousa, automobilista português.
- 1968
  - Danni Ashe, atriz estadunidense.
  - Atticus Ross, músico, engenheiro, produtor musical e compositor britânico.
- 1969
  - Roy Jones Jr., ex-boxeador estadunidense.
  - Daniela Escobar, atriz e apresentadora brasileira.
  - Ivo Pessoa, cantor e compositor brasileiro.
  - Per Yngve Ohlin, músico sueco (m. 1991).
- 1970 — Garth Ennis, escritor irlandês.
- 1971
  - Sergi Bruguera, ex-tenista e treinador de tênis espanhol.
  - Ulrich van Gobbel, ex-futebolista neerlandês.
  - Rosana Jatobá, jornalista brasileira.
- 1972 — Ezra Hendrickson, ex-futebolista e treinador de futebol são-vicentino.
- 1973
  - Marcel Mahouvé, ex-futebolista camaronês.
  - Emílio Peixe, ex-futebolista e treinador de futebol português.
- 1974
  - Kate Moss, modelo e designer de moda britânica.
  - Kati Winkler, ex-patinadora artística alemã.
  - Mattias Jonson, ex-futebolista sueco.
  - Tatiana Issa, atriz brasileira.
- 1976
  - Domenico Morfeo, ex-futebolista italiano.
  - Viktor Maslov, automobilista russo.
  - Martina Moravcová, nadadora eslovaca.
- 1977
  - Athirson, ex-futebolista brasileiro.
  - Alexandra Baldeh Loras, jornalista e apresentadora de televisão francesa.
  - Ariel Zeevi, judoca israelense.
- 1978 — Koldo Gil Perez, ex-ciclista espanhol.
- 1979 — Aaliyah, cantora e atriz estadunidense (m. 2001).
- 1980
  - Lin-Manuel Miranda, ator, dramaturgo e compositor estadunidense.
  - Albert Pujols, jogador de beisebol dominicano-estadunidense.
  - Seydou Keita, ex-futebolista malinês.
  - Jani Kauppila, ex-futebolista finlandês.
  - Alyssa Edwards, drag queen, coreógrafa e empresária americana.
- 1981
  - Nick Valensi, guitarrista estadunidense.
  - David García, ex-futebolista espanhol.
- 1982
  - Joana Ramos, judoca portuguesa.
  - Tuncay Şanlı, ex-futebolista turco.
  - Sung Yu-chi, taekwondista taiwanês.
  - Jonathan Fabbro, ex-futebolista argentino.
- 1983
  - Emanuel Pogatetz, ex-futebolista austríaco.
  - Andriy Rusol, ex-futebolista ucraniano.
- 1984 — Stephan Lichtsteiner, ex-futebolista suíço.
- 1985
  - Sidharth Malhotra, ator indiano.
  - Pablo Zabaleta, ex-futebolista argentino.
  - Lim Hyun-Gyu, lutador sul-coreano de artes marciais mistas.
  - Craig Jones, motociclista britânico (m. 2008).
- 1986
  - Mark Trumbo, jogador de beisebol estadunidense.
  - Marta Domachowska, ex-tenista polonesa.
  - Reto Ziegler, futebolista suíço.
  - Lalaïna Nomenjanahary, ex-futebolista malgaxe.
  - Daiki Niwa, futebolista japonês.
  - Paula Pareto, judoca argentina.
- 1987
  - Adílson Warken, ex-futebolista brasileiro.
  - Park Joo-ho, futebolista sul-coreano.
- 1988
  - Nicklas Bendtner, ex-futebolista dinamarquês.
  - Jorge Torres Nilo, futebolista mexicano.
  - Li Xiaoxia, mesa-tenista chinesa.
  - Mel Fronckowiak, atriz e cantora brasileira.
  - Vicente Iborra, futebolista espanhol.
- 1989
  - Yvonne Zima, atriz estadunidense.
  - Romário Santos Pires, futebolista brasileiro.
  - Charlie Buckingham, velejador norte-americano.
- 1991 — Weldinho, ex-futebolista brasileiro.
- 1993
  - Amandine Hesse, tenista francesa.
  - Papa Demba Camara, futebolista senegalês.
  - Gonzalo Bueno, futebolista uruguaio.
  - Magnus Cort, ciclista dinamarquês.
- 1995 — Takumi Minamino, futebolista japonês.
- 1996
  - Jennie, cantora sul-coreana.
  - Fátima Pinto, futebolista portuguesa.
  - Anastasia Grishina, ginasta russa.
- 1997
  - Pau Torres, futebolista espanhol.
  - Wang Qianyi, atleta de nado sincronizado chinesa.
  - Wang Liuyi, atleta de nado sincronizado chinesa.
  - Joan Bou, ciclista espanhol.
- 1998
  - Oleg Reabciuk, futebolista moldávio.
  - Odsonne Édouard, futebolista francês.
- 1999 — Toti Gomes, futebolista português.
- 2000 — Brenner Souza da Silva, futebolista brasileiro.

### Século XXI
- 2001 — Maurice Ballerstedt, ciclista alemão.
- 2004 — Agustín Giay, futebolista argentino.
- 2006 — Jayden Danns, futebolista britânico.

## Mortes

### Anterior ao século XIX
- 0309 — Papa Marcelo I  (n. 255).
- 0957 — Abu Becre Maomé ibne Ali Almadarai, vizir tulúnida (n. 871).
- 1327 — Nicéforo Cumno, monge bizantino, estudioso e político (n. 1250).
- 1354 — Joana de Châtillon, duquesa de Atenas (n. 1285).
- 1391 — Maomé V, sultão do Reino Nacérida de Granada  (n. 1338).
- 1443 — Gattamelata, mercenário italiano (n. 1370).
- 1545 — Georg Spalatin, padre e reformador alemão (n. 1484).
- 1595 — Murade III, sultão otomano (n. 1546).
- 1710 — Higashiyama, imperador do Japão (n. 1675).
- 1711 — José Vaz, sacerdote e santo indiano-cingalês (n. 1651).
- 1794 — Edward Gibbon, historiador e político britânico (n. 1737).

### Século XIX
- 1809 — John Moore, general e político britânico (n. 1761).
- 1817 — Alexander J. Dallas, advogado e político jamaicano-estadunidense (n. 1759).
- 1833 — Paula de Bragança, princesa do Brasil (n. 1823).
- 1860 — Jerônimo Coelho, político brasileiro (n. 1806).
- 1864 — Anton Felix Schindler, secretário e escritor austríaco (n. 1795).
- 1866 — Phineas Parkhurst Quimby, místico estadunidense (n. 1802).
- 1885 — Edmond About, jornalista e escritor francês (n. 1828).
- 1886 — Amilcare Ponchielli, compositor e acadêmico italiano (n. 1834).
- 1891 — Léo Delibes, pianista e compositor francês (n. 1836).

### Século XX
- 1901
  - Jules Barbier, poeta e dramaturgo francês (n. 1825).
  - Arnold Böcklin, pintor e acadêmico suíço (n. 1827).
  - Hiram R. Revels, militar, pastor e político estadunidense (n. 1822).
- 1906 — Marshall Field, empresário e filantropo estadunidense (n. 1834).
- 1917
  - George Dewey, almirante estadunidense (n. 1837).
  - Raimundo de Farias Brito, escritor e filósofo brasileiro (n. 1862).
- 1918 — Jules Lachelier, filósofo francês (n. 1832).
- 1919 — Rodrigues Alves, advogado e político brasileiro, 5.° presidente do Brasil (n. 1848).
- 1933 — Artur Ivens Ferraz, militar e político português (n. 1870).
- 1936 — Albert Fish, assassino em série, estuprador e canibal estadunidense (n. 1870).
- 1942
  - Artur, Duque de Connaught e Strathearn (n. 1850).
  - Villem Grünthal-Ridala, poeta, linguista e folclorista estoniano (n. 1885).
  - Carole Lombard, atriz e comediante estadunidense (n. 1908).
- 1957
  - Alexandre de Teck, general e político britânico (n. 1874).
  - Arturo Toscanini, violoncelista e maestro italiano (n. 1867).
- 1962
  - Frank Hurley, fotógrafo, diretor, produtor e cinegrafista australiano (n. 1885).
  - Ivan Meštrović, escultor e arquiteto croata (n. 1883).
- 1967 — Robert Jemison van de Graaff, físico e acadêmico estadunidense (n. 1901).
- 1968
  - Bob Jones, evangelista estadunidense (n. 1883).
  - Panagiótis Pulítsas, arqueólogo e juiz grego (n. 1881).
- 1971 — Philippe Thys, ciclista belga (n. 1890).
- 1974
  - Aldo Bonadei, pintor ítalo-brasileiro (n. 1906).
  - Luís Inácio de Anhaia Melo, arquiteto e político brasileiro (n. 1891).
- 1979 — Ted Cassidy, ator estadunidense (n. 1932).
- 1981 — Bernard Lee, ator britânico (n. 1908).
- 1999 — Oscar Cullmann, teólogo francês (n. 1902).
- 2000
  - Robert Rathbun Wilson, físico e acadêmico estadunidense (n. 1914).
  - Expedito Sobral de Medeiros, sacerdote católico brasileiro (n. 1916).

### Século XXI
- 2001 — Laurent-Désiré Kabila, político congolês (n. 1939).
- 2002 — Robert Hanbury Brown, astrônomo e físico britânico (n. 1916).
- 2004 — Kalevi Sorsa, político finlandês (n. 1930).
- 2007
  - Benny Parsons, automobilista estadunidense (n. 1941).
  - Rudolf-August Oetker, empresário alemão (n. 1916).
- 2008 — Pierre Lambert, político francês (n. 1920).
- 2009 — Andrew Wyeth, pintor estadunidense (n. 1917).
- 2010
  - George Jellinek, jornalista e radialista húngaro (n. 1919).
  - Glen Bell, empresário estadunidense (n. 1923).
- 2012
  - Jimmy Castor, cantor, compositor e saxofonista estadunidense (n. 1940).
  - Gustav Leonhardt, pianista, maestro e musicólogo neerlandês (n. 1928).
  - Bartolomeu Campos de Queirós, escritor brasileiro (n. 1944).
  - Carminha Mascarenhas, cantora brasileira (n. 1930).
- 2013
  - André Cassagnes, técnico e fabricante de brinquedos francês (n. 1926).
  - Gussie Moran, tenista e comentarista esportiva estadunidense (n. 1923).
- 2014 — Hiroo Onoda, tenente japonês (n. 1922).
- 2017 — Eugene Cernan, capitão, aviador e astronauta estadunidense (n. 1934).
- 2020 — Christopher Tolkien, acadêmico e editor britânico (n. 1924).
- 2021 — Phil Spector, produtor, músico e compositor americano (n. 1939).
- 2022
  - Françoise Forton, atriz brasileira (n. 1957).
  - Ibrahim Boubacar Keïta, político maliano (n. 1945).
- 2024 — Sergio Sebastiani, cardeal italiano (n. 1931).
- 2025
  - David Lynch, diretor, produtor e cineasta estadunidense (n. 1946).
  - Joan Plowright, atriz britânica (n. 1929).

## Feriados e eventos cíclicos

### Brasil
- Dia do cortador de cana de açúcar.

### Cristianismo
- José Vaz
- Mártires de Marrocos
- Papa Marcelo I
- Teresio Olivelli

## Outros calendários
- No calendário romano era o 17.º dia (XVII) antes das calendas de fevereiro.
- No calendário litúrgico tem a letra dominical B para o dia da semana.
- No calendário gregoriano a epacta do dia é xv.